# Tutti i mercoledì
Tutti i mercoledì (Any Wednesday) è un film comico del 1966 diretto da Robert Ellis Miller con Jane Fonda e Jason Robards.